# Березја
Березја (фр. Béréziat) насеље је и општина у источној Француској у региону Рона-Алпи, у департману Ен (Рона-Алпи) која припада префектури Бурж ан Брес.
По подацима из 2011. године у општини је живело 446 становника, а густина насељености је износила 41,18 становника/km². Општина се простире на површини од 10,83 km². Налази се на средњој надморској висини од m метара (максималној 213 m, а минималној 185 m).

## Демографија
| 1962. | 1968. | 1975. | 1982. | 1990. | 1999. | 2011. |
| ----- | ----- | ----- | ----- | ----- | ----- | ----- |
| 383   | 298   | 284   | 282   | 308   | 340   | 446   |

График промене броја становника у току последњих година